# Dolichopeza tropica
Dolichopeza tropica är en tvåvingeart som beskrevs av Günther Theischinger 1993. Dolichopeza tropica ingår i släktet Dolichopeza och familjen storharkrankar. Inga underarter finns listade i Catalogue of Life.